# Christina Wildbork
Christina Wildbork-Hansen (* 25. Februar 1995 in Greve, Dänemark) ist eine dänische Handballspielerin, die zuletzt beim dänischen Erstligisten København Håndbold unter Vertrag stand.

## Karriere

### Im Verein
Wildbork erlernte das Handballspielen in Virum beim ortsansässigen Verein VSH 2002. Im Jahr 2013 wechselte die Rückraumspielerin zum dänischen Erstligisten København Håndbold, mit dem sie in der Saison 2013/14 am EHF-Pokal teilnahm. 2014 wurde Wildbork vom dänischen Zweitligisten Ajax København verpflichtet, für den sie in der Saison 2014/15 insgesamt 133 Treffer erzielte. Daraufhin wechselte die Rechtshänderin zum Erstligisten Silkeborg-Voel KFUM, mit dem sie in der Spielzeit 2015/16 zusätzlich am Europapokal teilnahm.
Wildbork wechselte im Sommer 2017 zum französischen Erstligisten Le Havre AC Handball, den sie Anfang September 2017 wieder verließ. Im Januar 2018 schloss sie sich erneut Ajax København an, der zwischenzeitig in die höchste dänische Spielklasse aufgestiegen war. Im August 2018 zog sie sich in einem Pokalspiel gegen Herning-Ikast Håndbold einen Kreuzbandriss zu, woraufhin sie langfristig ausfiel. Nach der Saison 2018/19 endete ihr Vertragsverhältnis mit Ajax København. Nach ihrer Rekonvaleszenz wurde sie im Oktober 2020 von København Håndbold unter Vertrag genommen. Da Wildborg bei København Håndbold nur geringe Spielanteile erhalten hatte, wurde ihr Vertrag im Oktober 2022 im beiderseitigen Einvernehmen aufgelöst.

### In Auswahlmannschaften
Wildbork absolvierte im Jahr 2012 im Hallenhandball drei Länderspiele für die dänischen Jugendnationalmannschaft, in denen ihr zwei Treffer gelangen. Im darauffolgenden Jahr nahm sie mit der dänischen Beachhandball-Nationalmannschaft der Juniorinnen an den Beachhandball-Junioreneuropameisterschaften 2013 teil, bei der Dänemark die Silbermedaille errang. Wildbork, die im Turnierverlauf 74 Punkte erzielte, wurde mit dem MVP-Titel ausgezeichnet. 2017 nahm sie mit der dänischen Beachhandballnationalmannschaft an der Beachhandball-Europameisterschaft. Im Spiel um die Bronzemedaille unterlag sie mit Dänemark gegen Spanien im Shootout. Im Folgejahr gehörte Wildbork dem dänischen Aufgebot bei der Beachhandball-Weltmeisterschaft an. Bislang bestritt Wildborg 19 Länderspiele für die dänische Beachhandballauswahl, in denen sie 103 Punkte erzielte.

## Sonstiges
Wildbork ist Miteigentümerin des Familienunternehmens Wildbork Holding ApS. Sie ist mit dem schwedischen Handballspieler Eric Johansson liiert.